# Hide-A-Way Hills
Hide-A-Way Hills – jednostka osadnicza w Stanach Zjednoczonych, w stanie Ohio, w hrabstwie Fairfield.